# Coleophora pontica
Coleophora pontica — вид лускокрилих комах родини чохликових молей (Coleophoridae).

## Поширення
Ендемік України. Поширений в Криму.